# Hage Geingob
Hage Geingob, född 3 augusti 1941 i Grootfontein, Sydvästafrika, död 4 februari 2024 i Windhoek, var en politiker i Namibia som den 21 mars 2015 blev landets president. 
Geingob blev 1990 utsedd till Namibias första premiärminister, då landet blev självständigt, och hade denna befattning fram till 2002. Han tillträdde som premiärminister en andra gång 2012, efter att dessförinnan ha tjänstgjort som handelsminister. Han valdes i november 2014 till Namibias president, med tillträde 21 mars 2015, och hade denna post fram till sin död 4 februari 2024.
Från 2007 var han vice ordförande i det sedan självständigheten 1990 styrande politiska partiet SWAPO.